# 류규하
류규하(柳圭夏, 1956년 6월 12일~)은 대한민국의 정치인으로, 제23·24대 대구 중구청장(2018. 7.~)이다. 경상북도 안동 출생이다.

## 학력
- 삼덕초등학교 졸업
- 대륜중학교 졸업
- 대건고등학교 졸업
- 영남대학교 제약학 학사

## 경력
- 경북대학교 사범대학 부설중학교 지역위원회 위원
- 1994~1998: 대구광역시 중구약사회 회장
- 1995. 7.~1998. 6. 제2대 대구광역시 중구의회 의원(초선, 대신2동)
- 1998. 7.~2002. 6. 제3대 대구광역시 중구의회 의원(재선, 대신1동·대신2동)
- 2001. 1.~2010 한국마약퇴치운동본부 대구지부 마약퇴치약물 오남용 예방교수
- 2002. 7.~2006. 6. 제4대 대구광역시의회 의원(초선, 중구 제1선거구)
  - 제4대 대구광역시의회 교육사회위원회 위원장
- 한나라당 대구광역시 중구 지구당 부위원장, 중앙위원회 회장
- 전국시도의회운영위원장협의회 사무총장
- 2006. 7.~2010. 4. 제5대 대구광역시의회 의원(재선, 중구 제1선거구)
  - 2006. 7.~2008. 6. 제5대 대구광역시의회 전반기 운영위원회 위원장
  - 2008. 7.~2010. 4. 제5대 대구광역시의회 후반기 부의장
- 2014. 7.~2018. 3. 제7대 대구광역시의회 의원(3선, 중구 제2선거구)
  - 2016.7.~2018. 3. 제7대 대구광역시의회 후반기 의장
- 2016~: 한국마약퇴치운동본부 대구지부 이사
- 2017~2018. 6. 15대 후반기 전국시·도의회의장협의회 부회장
- 2018. 7.~: 제23·24대(민선 7·8기) 대구광역시 중구청장
- 2018. 7.~: 대구중구도심재생문화재단 이사장
- 2024. 11.~: 대구광역시 구청장군수협의회 회장
- 2024. 11.~: 대한민국시장·군수·구청장협의회 공동회장

## 역대 선거 결과
|  | 74.5% |

|  | 0% |

|  | 0% |

|  | 67.02% |

|  | 0% |

|  | 51.68% |

|  | 0% |

| 전임 윤순영 | 제23·24대 대구광역시 중구청장 2018년 7월 1일~2022년 6월 30일 2022년 7월 1일~ |  |